# Trochulus caelatus
Trochulus caelatus es una especie de molusco gasterópodo de la familia Hygromiidae en el orden de los Stylommatophora.

## Distribución geográfica
Es endémica de las montañas de Jura en el norte de los Alpes.